# Љубомир Рајичић
Љубомир Рајичић Чврга (Београд, 22. август 1871 — Београд, 18. март 1943) био је глумац, дугогодишњи и један од најзаслужнијих српских управитеља путујућих позоришта по скоро свим крајевима Краљевине Србије - Војводини, Босни и Херцеговини, Црној Гори. Био је управитељ и Градског позоришта у Нишу.

## Позоришна каријера
Почео је да игра као несвршени ученик Трговачке школе 1888. године у Народном позоришту у Београду, а затим наставио у путујућим дружинама Тоше Марковића у Старим Бановцима у Срему, 1890. - 94. Исаија Јокића и Михаила Пешића, 1894. Ђуре Протића, 1896. је поново у Народном позоришту у Београду, 1897—1900. води путујуће позориште, 1900—1901. је у нишком "Синђелићу", 1901—1903. водио је поново своју трупу, 1904. је кратко у Српском народном позоришту у Новом Саду, а од 1904. је стално управник путујућих позоришта. Од 1936. до 1941. је секретар Народног позоришта Дунавске бановине у Новом Саду.
По вредности осредњи, али у игри врло брижљив и одмерен глумац, тумачио је карактерне и комичне партије. Истакао се као Јованча Мицић - „Пут око света“, Јеротије „Сумњиво лице“ и Гвозден „Девојачка клетва“ Љубинка Петровића.
У Нишу је запажен као Плантроз - „Париска сиротиња“ Едвара Бризбара - Ежена Ниса, као Максим - „Ђидо“, Вуле Пупавац - „Подвала“ Милована Глишића, и вероватно у некој алтернацији.